# Mordfall Jessica

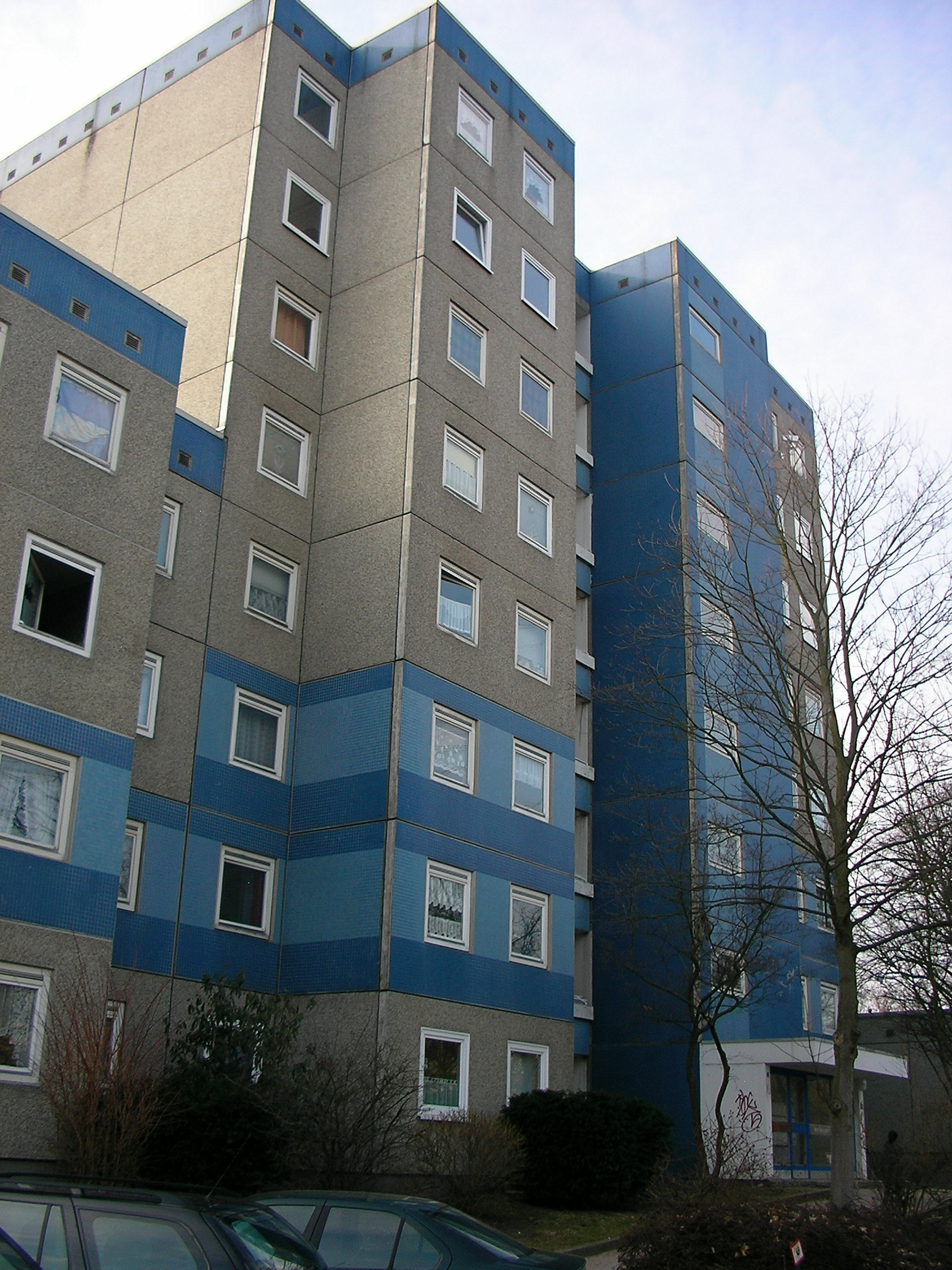
Das Wohnhaus, in dem die Familie gelebt hat

Als Mordfall Jessica oder Fall Jessica wurde im März 2005 der Tod der siebenjährigen Hamburgerin Jessica bundesweit bekannt. Das Mädchen war wegen Unterernährung entkräftet an seinem Erbrochenen erstickt. Die Eltern hatten es jahrelang in einem Zimmer ihrer Wohnung eingesperrt und vernachlässigt. Nach dreimonatiger Gerichtsverhandlung wurden sie im November 2005 zu lebenslanger Freiheitsstrafe wegen Mordes durch Unterlassen verurteilt. 
Die Schulbehörde und das Jugendamt gerieten in die Kritik, weil sie die Vernachlässigung des Mädchens nicht erkannt hatten. Die öffentliche Verwaltung reagierte mit der Einführung neuer und dem Ausbau bestehender Kontrollmechanismen sowie einer Aufstockung des Personals. Das Landesparlament, die Hamburgische Bürgerschaft, erhöhte die Finanzmittel für die zuständigen Behörden.

## Lebenssituation und Familie

Lage in Hamburg

Jessica hatte bis zu ihrem Tod mit ihren Eltern in einer 71 Quadratmeter großen Zweieinhalbzimmer-Mietwohnung eines achtgeschossigen Mehrfamilienhauses im Hamburger Stadtteil Jenfeld gelebt. Jessicas Eltern waren die zur Tatzeit 35-jährige Marlies S. und der 49-jährige Burkhard M.
Nach Medienberichten war die elterliche Wohnung zum Tatzeitpunkt in einem stark verwahrlosten Zustand. Nachbarn sagten aus, sie hätten das Kind nie gesehen und nichts von ihm gewusst. Die Eltern hatten Jessica in ihrem Zimmer eingesperrt, ihr Toilettengänge verweigert, Spielzeug vorenthalten, die Zimmerfenster zugeschraubt und die Scheiben mit lichtundurchlässiger Folie beklebt. Auch hatten sie das Licht abgeschaltet und den Thermostat der Heizung auf niedriger Stufe verriegelt. Die Zimmerdecke war mit Schimmel überzogen, von Jessicas Matratze waren nur die Sprungfedern übrig gewesen. Jessica hat nur selten zu essen und zu wenig zu trinken erhalten.
Nach kriminalpolizeilichen Ermittlungen hatte Burkhard M. den Lichtschalter in Jessicas Zimmer mit einem unisolierten Kupferdraht zu einer „Stromfalle“ umgebaut. Er hatte auch den isolierenden Teppich und das Linoleum auf dem Zimmerboden unter dem Lichtschalter entfernt. Er bestritt in den Vernehmungen eine Tötungsabsicht und gab an, Jessica habe die Schutzverkleidung des Lichtschalters selbst abgerissen. Ein Gutachten bestätigte jedoch das Ermittlungsergebnis. Das Kind kam mit dem Draht nicht in Berührung.
Die Medien thematisierten auch die Vorgeschichte der Eltern. Demnach lernte Marlies S. ihren eigenen Vater nie kennen und ihre Mutter war häufig alkoholisiert. Seit ihrem neunten Lebensjahr wurde Marlies S. etwa zwei bis drei Jahre lang vom Lebensgefährten ihrer Mutter sexuell belästigt, ohne dass die Mutter eingriff. Ab ihrem 13. Lebensjahr wohnte sie vier Jahre bei einer Tante. Nach der Schule begann sie eine Ausbildung zur Friseurin, die sie wegen einer Allergie jedoch nicht abschloss. Später zog sie in eine Jugendwohnung und bekam 1991 mit 21 Jahren ihren ersten Sohn. Wenige Monate später heiratete sie. Acht Monate nach der Geburt des Sohnes, der entgegen der normalen Entwicklung weder sitzen noch krabbeln konnte, übergaben ihn Marlies S. und ihr damaliger Ehemann dauerhaft der Tante. Die Tante benachrichtigte das zuständige Jugendamt und das Kind wurde später adoptiert. 1992 bekam sie ihren zweiten Sohn, 1994 ihre erste Tochter. Das Ehepaar ließ sich 1996 scheiden. Das zuständige Jugendamt legte dem Familiengericht dar, dass Marlies S. mit der Erziehung der beiden Kinder überfordert sei. Der Ehemann erhielt das Sorgerecht für die beiden gemeinsamen Kinder. 1996 war Marlies S. als Näherin in Hamburg beschäftigt, nach unentschuldigtem Fernbleiben wurde ihr nach drei Monaten gekündigt. Im selben Jahr lernte sie Burkhard M. kennen. Dieser hatte, bevor er nach Hamburg kam, in Berlin gewohnt und dort als Maler und Lackierer gearbeitet. Im August 1997 wurde die gemeinsame Tochter Jessica geboren, die nicht gewollt war.

## Todesumstände
Ab März 2005 berichteten große deutsche Tageszeitungen und Nachrichtenmagazine detailliert über den Fall. Nach ihren Angaben hatte Jessicas Mutter am 1. März kurz vor 7 Uhr morgens einen Notarzt gerufen und angegeben, ihre Tochter habe sich nachts erbrochen und sei in ein Koma gefallen. Der Notarzt fand das Mädchen jedoch bereits tot mit begonnener Leichenstarre und auf 9,6 Kilogramm Körpergewicht abgemagert vor. Nach Aussage des Vaters soll Jessica an einer Stoffwechselkrankheit gelitten haben, die nicht ärztlich behandelt worden sei. Eine gerichtsmedizinische Obduktion ergab die Todesursache: Jessica hatte infolge langfristiger Unterernährung einen lebensgefährlichen Darmverschluss erlitten. Sie hatte sich bei einer Nahrungsaufnahme erbrochen und war am Erbrochenen erstickt, weil sie zu schwach war, die Atemwege wieder freizubekommen. Vorerkrankungen wurden nicht festgestellt.
Jessica wurde am 11. März 2005 auf einem Friedhof im Stadtteil Hamburg-Rahlstedt beigesetzt.

## Rolle der Behörden

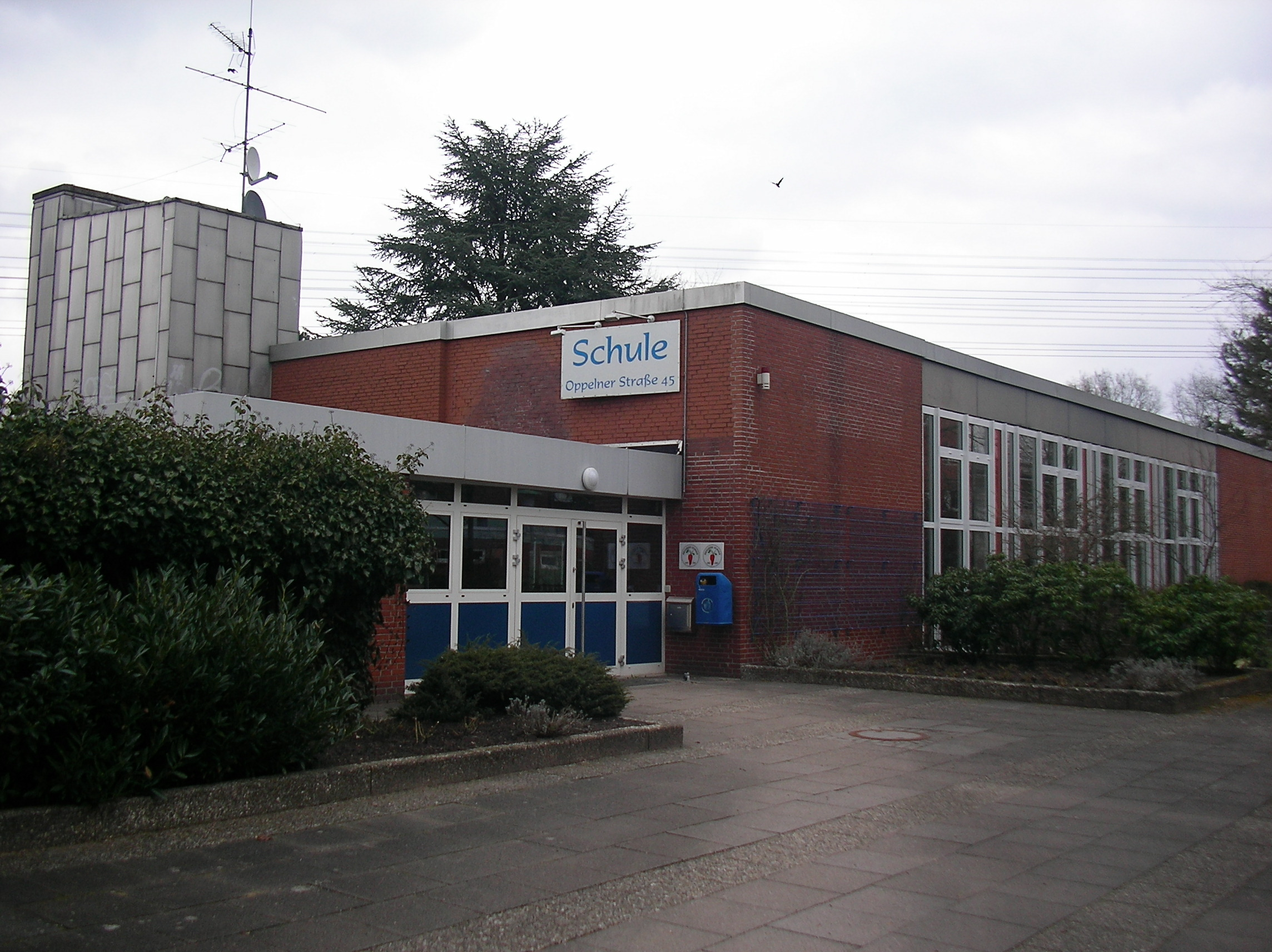
Schule Oppelner Straße

Ab März 2005 gerieten mehrere Hamburger Behörden in die Kritik. Die Vorwürfe richteten sich in erster Linie gegen die von Alexandra Dinges-Dierig geleitete Behörde für Bildung und Sport und das zur Bezirksverwaltung gehörende Jugendamt. Ihnen wurde vorgeworfen, die Vernachlässigung der siebenjährigen Jessica nicht schon früher erkannt zu haben. Es war zwar ein Bußgeldverfahren gegen die Eltern eingeleitet worden, weil sie ihre Tochter nicht zur Schule angemeldet hatten. Nachdem aber das Kind zur Einschulung nicht erschienen war, waren weitere Maßnahmen unterblieben. Der Senat räumte Fehler der Behörde ein.
Jessica wurde am 1. August 2004 schulpflichtig. Der Schulleiter der Schule Oppelner Straße hatte Jessicas Eltern im Dezember 2003 angeschrieben und sie aufgefordert, Jessica anzumelden. Die Eltern reagierten nicht, auch nicht auf einen zweiten und dritten Brief im März 2004. Daraufhin meldete der Schulleiter das Fernbleiben des Kindes im April 2004 der Regionalen Beratungs- und Unterstützungsstelle der Hamburger Schulbehörde (Rebus). Die Rebus bemühte sich vergeblich, Jessicas Eltern zu erreichen. Dazu wurde sie dreimal an der Wohnung der Familie vorstellig, ohne dass die Eltern öffneten. Die drei im Briefkasten der Familie hinterlegten Briefe beantworteten die Eltern nicht. Nachbarn konnten auf Nachfrage des Rebus-Mitarbeiters keine Auskunft über Jessica geben, weil sie sie nicht kannten. Die Schulbehörde verhängte schließlich ein Bußgeld in Höhe von 60 Euro wegen einer Schulpflichtverletzung. Die Eltern reagierten auch auf die Bußgeldforderung und zwei folgende Mahnungen nicht; danach stellte die Rebus alle weiteren Bemühungen ein. Die Rebus informierte auch das zuständige Jugendamt nicht, da sie davon ausging, dass die Familie fortgezogen war.
Rückblickend wiesen mehrere Beobachter auf die strukturellen Schwierigkeiten der Hamburger Sozialbehörden hin: Während das Sozialnetz der Hansestadt in den 1980er und 1990er deutschlandweit als gut entwickelt und sehr liberal galt, setzte Ende der 1990er Jahre ein Umschwung in der Politik des rot-grünen Senats ein. Anlass waren gestiegene Kosten durch zahlreiche, im Lauf der Jahre geschaffene Ansprüche der Bürger. Ambulante Hilfen wie etwa Familienbesuche wurden dabei zugunsten der Offenen Kinder- und Jugendarbeit (OKJA) zurückgefahren, die den Schwerpunkt auf flächendeckende, niederschwellige Angebote legt. Andererseits verschärfte sich der Kontroll- und Sanktionsdiskurs in Hamburg zu dieser Zeit, nachdem in dem als Dabelstein-Mord bekannt gewordenen Kriminalfall aus dem Juni 1998 ein Mann von zwei Jugendlichen erstochen worden war, die ungeachtet zahlreicher früherer Straftaten weiterhin in einer offenen Einrichtung untergebracht waren. Der erste von Ole von Beust geleitete Senat, der von einer Bürgerschaftsmehrheit aus (CDU) und Ronald Schills Partei Rechtsstaatlicher Offensive getragen wurde, setzte ab Oktober 2001 diesen eingeschlagenen Kurs fort. Zwar standen vor allem jugendliche Straftäter im Mittelpunkt der Sozial- und Sicherheitspolitik. Dennoch zeichnete sich auch im Bereich der Familienbetreuung eine weitere Verschiebung von ambulanten und einzelfallbezogenen Einrichtungen hin zu stationären, flächendeckenden, aber auch repressiveren Institutionen ab. Dazu gehörte beispielsweise die Wiedereinführung geschlossener Heime sowie die informationelle Verschaltung und koordinierte Zusammenarbeit von Jugendhilfe und Polizei. Als problematisch stellte sich im Rückblick heraus, dass es zwar möglich wurde, Kinder ihren Eltern zu entziehen und sie in geschlossene Einrichtungen zu überstellen, das Hauptaugenmerk aber vornehmlich auf Jugendkriminalität lag und Verwahrlosung von Kleinkindern als Thema weitgehend unbeachtet blieb. Gleichzeitig waren vor allem die repressiven Maßnahmen sehr kostenintensiv, was zu Lasten der präventiven Bereiche in der Jugendarbeit – darunter auch Hausbesuche – ging.

## Ermittlungen und Anklage
Jessicas Eltern wurden noch am 1. März 2005 festgenommen, am nächsten Tag ordnete ein Haftrichter Untersuchungshaft wegen Fluchtgefahr an. Der Gerichtsmediziner Michael Tsokos, der die Leiche der Siebenjährigen obduzierte, meinte, dass das Mädchen nur noch vor sich hingedämmert haben könne, ohne richtig wach gewesen zu sein.
In den kriminalpolizeilichen Vernehmungen sagten der Vater und die Mutter aus. Marlies S. schilderte hierbei ihre eigene Jugend, in der Gewalt, Verwahrlosung, Missbrauch und Alkohol eine wesentliche Rolle gespielt hätten. Ansonsten hätten sie Jessica immer gepflegt und gefüttert. Burkhard M. gab an, dass er sich seit Dezember 2004 nicht weiter um Jessica gekümmert habe, sie habe ihn abgelehnt. Ende 2004 oder Anfang 2005 habe er seine Tochter letztmals lebend gesehen. Sie habe auf ihrem Bett im Kinderzimmer gelegen. Der Verteidiger der angeklagten Mutter gab vor Prozessbeginn an, Marlies S. habe viel Schuld auf sich geladen. Allerdings hätten auch die Behörden versagt.
Die Staatsanwaltschaft erhob am 28. Juni 2005 Anklage gegen die Eltern. Sie lautete auf Misshandlung einer Schutzbefohlenen und Mord durch Unterlassung, wobei Grausamkeit als besonderes Mordmerkmal genannt wurde. In der Anklageschrift wurde den Eltern vorgeworfen, Jessica gröblichst vernachlässigt zu haben, sodass sie sich weder körperlich noch geistig auch nur ansatzweise altersgerecht hätte entwickeln können. Marlies S. und Burkhard M. hätten im gegenseitigen Einvernehmen beschlossen, Jessica sterben zu lassen, und somit einen „grausamen Mord zur Verdeckung einer Straftat“ begangen. Die Eltern hätten während des Ermittlungsverfahrens keine Einsicht gezeigt.

## Gerichtsverfahren

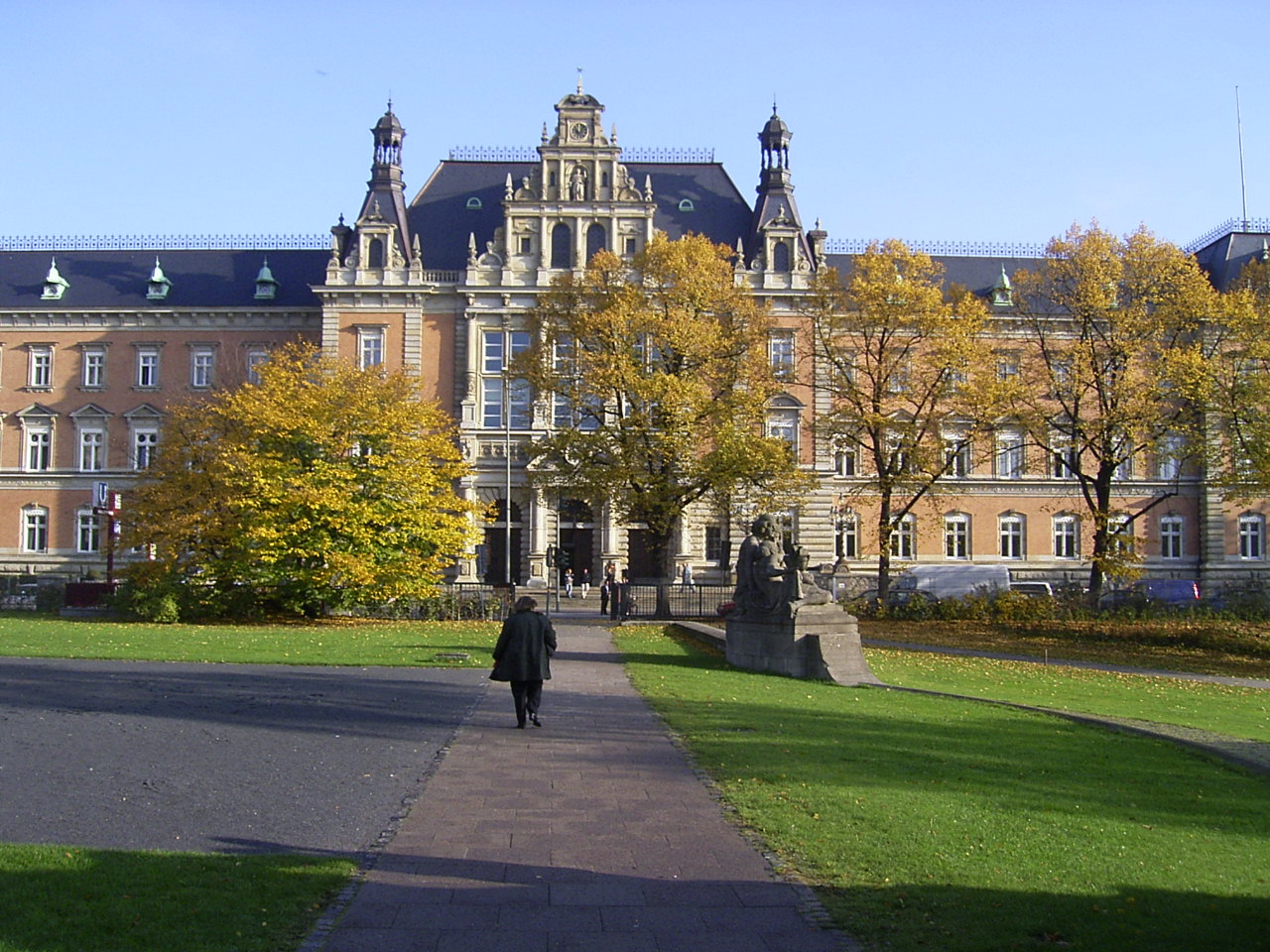
Landgericht Hamburg im Strafjustizgebäude

Der Prozess gegen die Eltern vor dem Schwurgericht des Landgerichts Hamburg begann am 24. August 2005, verhandelt wurde im Strafjustizgebäude.

### Einlassungen der beiden Angeklagten
Am zweiten Verhandlungstag, dem  30. August 2005, äußerte sich Jessicas Mutter. Sie gab zu, ihre Tochter vernachlässigt zu haben. Seit Ende 2000 habe sie mit Jessica nicht mehr draußen gespielt. Trotz massiver Probleme ihres Kindes habe sie weder einen Arzt noch eine Erziehungsberatungsstelle aufgesucht; sie habe es nicht geschafft. Seit 2001 habe sie Jessica immer wieder in ihrem Zimmer eingesperrt, etwa wenn sie einkaufen oder zum Imbiss gegangen sei. Das Mädchen habe nicht allein essen können und immer gefüttert werden müssen. Etwa ab Mitte Februar 2005 habe Jessica nicht mehr richtig gegessen und das Trinken völlig verweigert. Sie habe Jessica nicht in der Schule angemeldet, weil es mit ihrer Sprache immer schlimmer geworden sei. Nachdem Burkhard M. 2003 an einer Leberzirrhose erkrankt sei, sei Jessicas Beziehung zu ihrem Vater in eine Krise geraten. Danach habe Jessica ihr Aussehen und ihr Verhalten geändert. Sie habe sich völlig zurückgezogen und habe wieder in die Hosen gemacht. Richtig trocken sei sie ohnehin nie gewesen.
Der Vater des Kindes schwieg vor Gericht.

### Gutachten
Der Psychiater Norbert Leygraf führte in seinem Gutachten über den Vater aus, dieser habe wohl „weder im Tatzeitraum noch in seiner Lebensgeschichte je unter einer schwerwiegenden psychiatrischen Erkrankung gelitten“, er sei aber gefühlsarm, wozu auch der jahrelange Alkoholmissbrauch beigetragen habe.
Der Psychiater Hans-Ludwig Kröber hatte die Mutter untersucht. Er habe bei der Angeklagten „keine seelische Abartigkeit“ feststellen können, sie sei voll schuldfähig. Sie habe sich trotz ihrer „miserablen Kindheit“ stabilisiert. Entscheidend für die Tat seien Streitereien der Eltern gewesen. Aufgrund der Gleichgültigkeit des angeklagten Vaters habe es die angeklagte Mutter letztlich nicht mehr eingesehen, allein für die Versorgung ihrer Tochter zuständig zu sein. Jessicas Vernachlässigung habe sie „als Verteidigungsmaßnahme verstanden“.

### Plädoyers, Urteil und Revision
Die Staatsanwaltschaft forderte am 11. November 2005 eine lebenslange Freiheitsstrafe wegen Mordes für beide Elternteile. Sie hätten ihre Tochter vorsätzlich misshandelt und getötet. Die Verteidiger der angeklagten Eltern plädierten am 16. November 2005 für eine Verurteilung wegen Körperverletzung mit Todesfolge und Misshandlung Schutzbefohlener für Freiheitsstrafen von höchstens 15 Jahren.
Am 25. November 2005 verurteilte das Landgericht Hamburg die beiden Angeklagten wegen Mordes zu lebenslangen Freiheitsstrafen, wobei das Gericht das Mordmerkmal der Grausamkeit als gegeben ansah. Es stellte fest, dass Jessicas Entwicklung zunächst normal verlief; sie habe normal zu essen bekommen, habe laufen und einige Wörter sprechen können. Der Bruch innerhalb der Familie sei wahrscheinlich geschehen, als die Eltern mit der drei Jahre alten Jessica in den für sie neuen Stadtteil Jenfeld umgezogen seien und dadurch ein halbwegs intaktes soziales Umfeld verloren hätten. Ab diesem Zeitpunkt habe ein schleichender Prozess begonnen, in dessen Verlauf Jessicas Leben zum Martyrium geworden sei. Der Vorsitzende Richter konstatierte, dass die Katze etwas zu fressen bekam, Jessica hingegen „musste hungern; die Katze durfte sich in der Wohnung frei bewegen, Jessica war in einem modrigen Zimmer eingesperrt“. Es sei neben den körperlichen Leiden für Jessica eine seelische Qual gewesen, in der Wichtigkeit hinter einem Haustier zu stehen, was sie in vollem Bewusstsein mitbekommen habe. Nach Überzeugung des Gerichts seien sich beide Elternteile darüber im Klaren gewesen, falsch zu handeln, indem sie Jessica Nahrung und Zuwendung verweigerten. Beide hätten genau gewusst, dass Jessica sterben würde, wenn sie nichts änderten, und hätten dies billigend in Kauf genommen. Durch den Hunger hätten sie Jessica „grausam zu Tode gebracht“.
Jessicas Mutter habe als Resultat ihrer eigenen Kindheit Kinder als Feinde wahrgenommen, die abgewehrt werden müssten, um eigene Freiräume zu schaffen. Der verurteilte Vater sei ein „gefühlsmäßig verarmter und fatalistischer Mann“, der sich nicht darauf berufen könne, nicht gewusst zu haben, was sich in der Familie abspielte. Er habe gewusst, wie es seiner Tochter tatsächlich ging, habe dies aber „hinter der Fassade eines intakten Familienlebens“ verschleiert. 
Der Vater habe die Stromfalle in Jessicas Zimmer angebracht. Die Eltern hätten damit gemeinschaftlich den Tod ihrer Tochter herbeiführen wollen. Beide hätten gehofft, dass Jessica den Draht anfassen und an einem Stromschlag sterben würde. Nach Überzeugung des Gerichts handelten die Eltern „aus gefühlloser, mitleidloser und böswilliger Gesinnung“. Sie hätten ihr „eigenes Leben in Kneipen, bei Bekannten oder beim Dartspielen leben“ wollen.
Der Verteidiger der Mutter gab an, das Urteil werde ihr nicht gerecht. Er legte daraufhin Revision beim Bundesgerichtshof ein, der die Revision jedoch am 10. Oktober 2006 verwarf, weil die „Nachprüfung weder einen Verfahrensfehler noch einen Urteilsfehler“ zum Nachteil der Angeklagten ergeben habe. Damit war auch das Urteil gegen die Mutter rechtskräftig geworden.

## Nachwirkung und gesellschaftliche Debatte
Der Hamburger Fall Jessica sowie die vergleichbar in den Medien thematisierten Vorfälle Fall Kevin und Lea-Sophie, die in den darauf folgenden Jahren in Bremen bzw. Schwerin gestorben waren, lösten in Deutschland eine intensive und emotional geführte Debatte über den Umgang mit potentiell von Vernachlässigung und Misshandlung bedrohten Kindern und die Rolle der Jugendämter aus. Dabei spielte insbesondere die Frage eine Rolle, ob die Rechte von Eltern zugunsten von mehr staatlicher Aufsicht beschnitten werden sollten und welche Stellung dem Staat insgesamt bei der Erziehung von Kindern zukommt. Das verstärkte Aufgreifen dieser Fälle in den Medien lässt in statistischer Hinsicht keine Rückschlüsse auf einen aktuellen Anstieg von Fällen schwerer und massiver Vernachlässigung und Misshandlung zu. Dennoch bietet nach Auffassung von Fegert, Ziegenhain und Fangerau die Aufmerksamkeit für spektakuläre Fälle die Chance einer breiten öffentlichen Diskussion. Aus der Aufarbeitung von Fehlern und strukturellen Defiziten soll gelernt werden, um für die Zukunft Verantwortlichkeiten zu klären und einen effektiveren Schutz des Kindeswohls zu ermöglichen.
Die politischen Institutionen in Hamburg versuchten zunächst durch zügig eingeleitete Maßnahmen zu reagieren: Die Hamburgische Bürgerschaft setzte im April 2005 den Sonderausschuss „Vernachlässigte Kinder“ ein, der von Mai 2005 bis Januar 2006 tagte. Der Erste Bürgermeister Ole von Beust machte die politische Aufarbeitung um den Fall Jessica zur „Chefsache“ und verlangte eine minutiöse Aufklärung bis ins Detail darüber, an welchem Punkt Fehler entstanden seien, um sie künftig zu verhindern. Im Mai 2005 führte Hamburg den sogenannten „Schulzwang“ ein, der Behördenvertreter berechtigt, mit einem richterlichen Durchsuchungsbeschluss Wohnungen zu betreten, um anwesende schulpflichtige Kinder dem täglichen Schulunterricht bei Lehrern zu übergeben. Am 27. September 2005 gab der Senat sein Programm „Hamburg schützt seine Kinder“ bekannt. Es sah unter anderem ein Zentralregister aller schulpflichtigen Kinder und den Einsatz der Staatsanwaltschaft zur Klärung der Lebensumstände von Kindern vor. Die Zahl der Arbeitsstellen beim Allgemeinen Sozialen Dienst wurde von 241 auf 273 angehoben. Die Mittel für Familienhilfe und -förderung wurden von 563 Millionen Euro im Jahr 2001 auf 648 Millionen Euro im Jahr 2006 erhöht und die Fachkräfte der Sozialbehörde wurden zu „Kinderschutzfachkräften“ fortgebildet. Zudem wurden unter anderem Vorsorgeuntersuchungen für Kindergartenkinder sowie eine Kinderschutzhotline eingeführt und das ambulante Familienhebammenprogramm ausgeweitet. Maßnahmen zur Hilfe bei der Erziehung (HzE-Maßnahmen) wurden insgesamt hinter die sogenannte Sozialraumorientierte Angebotsentwicklung (SAE) zurückgestellt und erhielten trotz einer Budgeterhöhung im Verhältnis weniger Mittel. Der Senat begründe diese Prioritätensetzung damit, dass HzE-Maßnahmen insgesamt zu teuer und hochschwellig seien, wohingegen sich mit der SAE eine breitere Schicht potentiell gefährdeter Familien erreichen lasse.
Damit wurden zwar früher erfolgte Einschnitte und Sparbeschlüsse im Sozialbereich zurückgenommen oder zumindest teilweise revidiert; gleichzeitig wurden aber auch Kontroll- und Sanktionsmöglichkeiten des Staates gegenüber Familien ausgeweitet. Beobachter sahen in den Beschlüssen daher auch eine Fortsetzung der Kriminalititätspolitik der Regierung Beust-Schill, nur dass sich diese nun zumindest zeitweilig gegen Misshandlung durch Eltern statt gegen jugendliche Straftäter wendete, auch wenn letzteres Thema weiterhin eine wichtige Rolle spielte. Die Reaktion der politischen Institutionen und die Forderungen aus der Gesellschaft, die Kontrolle durch die Behörden zu verschärfen, wurden als „Jessica-Effekt“ bezeichnet. Viele Sozialarbeiter kritisierten die neuen Maßnahmen: Sie seien reine Symbolpolitik, zumal die zuständige Sozialsenatorin Birgit Schnieber-Jastram suggeriere, dass sich Fälle wie der von Jessica damit verhindern ließen. Dies sei aber durch keine noch so restriktive Kontrolle möglich. Teile der Sozialbehörden fühlten sich durch die neu geschaffenen Kontrollpflichten überlastet. Eine Mitarbeiterin des Allgemeinen Sozialen Diensts (ASD) kündigte ihre Stelle nach eigener Aussage, weil sie aufgrund des gestiegenen Arbeitspensums ihre Verantwortung gegenüber den betreuten Personen nicht mehr wahrnehmen könne. Damit verschärfte sich eine Situation, der der Senat eigentlich entgegenwirken wollte, da während seiner Arbeit deutlich wurde, dass der ASD zum Todeszeitpunkt von Jessica überlastet war.
Auf Bundesebene wurde 2008 das Gesetz zur Erleichterung familiengerichtlicher Maßnahmen bei Gefährdung des Kindeswohls erlassen, mit welchem den Familiengerichten zusätzliche Maßnahmen zum Schutz gefährdeter Kinder und Jugendlicher ermöglicht werden. Das Gesetz ist eine unmittelbare Antwort des Gesetzgebers auf den Mordfall Jessica und andere Fälle von Kindesmisshandlung.